# Ochogona phyllophaga
Ochogona phyllophaga är en mångfotingart som först beskrevs av Carl Graf Attems 1899.  Ochogona phyllophaga ingår i släktet Ochogona och familjen knöldubbelfotingar. Inga underarter finns listade i Catalogue of Life.